# 루시안 뷰캐넌
루시아니 뷰캐넌(영어: Luciane Buchanan, 1993년 7월 18일 ~ )은 뉴질랜드의 배우이다. 통가계라고 한다. 넷플릭스 드라마 《손오공: 새로운 전설》에서 삼장 역을 맡았다.

## 출연 작품

### 텔레비전
- 손오공: 새로운 전설 (2018-20, The New Legends of Monkey)
- 스위트 투스: 사슴뿔을 가진 소년 (2021)
- 나이트 에이전트 (2023) (2025)